# 卜玉华
卜玉华（1971年—），安徽人，国家社科基金重大项目首席专家，华东师范大学教授。

## 生平
1994年本科毕业于安徽师范大学，1997年于华东师范大学获硕士学位，2000年于华东师范大学获博士学位。2002年至2003年，在日本神户大学做访问学者。现任华东师范大学教育学系教授、博士生导师，教育部人文社会科学重点研究基地华东师范大学“基础教育改革与发展研究所”副所长，华东师范大学“生命·实践”教育学研究院副院长。

## 学术贡献
主要从事教育基本理论、学校改革与发展等研究工作。主持国家社科基金教育学重大项目等科研项目多项，出版著作十余本，发表论文70余篇。获教育部新世纪优秀人才、全国教育硕士优秀导师等荣誉称号，研究成果获全国教育科学优秀著作三等奖、上海市哲学社会科学二等奖、上海市教育科学研究二等奖等。